# Кузьмин, Александр Анатольевич
Александр Анатольевич Кузьмин (род. 12 июня 1978) — российский актёр.

## Биография
Александр Кузьмин родился 12 июня 1978 года в городе Балаково.
Учился на театральном факультете Саратовской государственной консерватории им. Собинова (курс Риммы Беляковой). По окончании обучения был принят в труппу Саратовского театра юного зрителя где проработал до 2006 года, после чего перешёл в Саратовский академический театр драмы имени И. А. Слонова.
В 2013 году Александр Кузьмин приглашён в театр-студию Табакова.

## Личная жизнь
- От фактического брака с актрисой Зоей Кузьминой (Юдиной):
  - Сын Савва Кузьмин (род. 2012),

## Признание и награды
- Лауреат V Саратовского областного фестиваля «Золотой Арлекин» (сезоны 2007—2009 — лучшая роль второго плана за роль Лаэрта в спектакле «Гамлет»)
- Лауреат V фестиваля «Старейшие театры России в Калуге» (2013 год). Приз «Ангел сцены» в номинации «Лучшая мужская роль»
- Премия Олега Табакова (2014 год).[3][4].

## Творчество

### Роли в театре

#### Саратовский академический театр юного зрителя имени Ю. П. Киселёва
- «Вестсайдская история» — Тормоз
- «Питер Пен» Д. Барри — Джон, Нэна
- «Привет Вам, господа» Фонвизина — Добролюбов
- «Горя бояться — счастья не видать» С. Маршака — Иван Тарабанов
- «Маленький принц» А. Экзюпери — Честолюбец
- «Вечно живые» Виктора Розова — Марк, Степан
- «Король Лир» Шекспира — Освальд

#### Саратовский академический театр драмы имени И. А. Слонова
- 2005 — «Ловит волк — ловят и волка» («Волки и овцы» А. Н. Островского). Режиссёр: Елена Чёрная — Клавдий Горецкий
- 2006 — «Трамвай „Желание“» Теннесси Уильямса. Режиссёр: Марина Глуховская — Станислав Дубинский, Митч
- 2006 — «Ночь ошибок» Оливера Голдсмита. Режиссёр: Римма Белякова — Хэстингс
- 2007 — «Сиротливый запад» Мартина Макдонаха. Режиссёр: Антон Коваленко — Вэлин Коннор
- 2007 — «Преступление и наказание» Ф. М. Достоевского. Режиссёр: Марина Глуховская — Разумихин
- 2008 — «Гамлет» Шекспира. Режиссёр: Марина Глуховская — Лаэрт
- 2008 — «Лучшие дни нашей жизни» У. Сарояна. Режиссёр: Александр Плетнёв — Том[5]
- 2008 — «Хлам» (по пьесе Йосефа Бар-Йосефа «Купер, его дочь и искусство фотографии»). Режиссёр: Ирина Горелик — Морто
- 2008 — «Гонза и волшебные яблоки» пьеса Майи Береговой по мотивам «Озорных сказок» Йозефа Лады. Режиссёр: Ансар Халилуллин — Пан Дуршлаг, королевский повар[6]
- 2009 — «Частная жизнь» Ксении Степанычевой. Режиссёр: Даниил Безносов — Игорь
- 2010 — «Женитьба» по Н. В. Гоголю. Режиссёр: Антон Коваленко — Стариков, гостинодворец
- 2010 — «Паника. Мужчины на грани нервного срыва» Мика Мюллюахо. Режиссёр: Юрий Алесин — Лео
- 2011 — «Парикмахерша» С. А. Медведева. Режиссёр: Константин Солдатов — Виктор
- 2012 — «Бешеные деньги» А. Н. Островского. Режиссёр: Александр Кузин — Васильков
- 2012 — «Чудеса в зимнем лесу» Владимира Лесового. Режиссёр: Игорь Баголей — Оле-Лукойе
- 2013 — «Настоящая комедия» Ноэл Коуард. Режиссёр: Сергей Стеблюк — Генри Липпайтт

#### Театр им. Олега Табакова
- 2013 — «Два ангела, четыре человека»(пьеса). Режиссёр: Олег Табаков — врач
- 2013 — «Билокси-Блюз» (пьеса). Режиссёр: Олег Табаков — Сержант Туми
- 2013 — «Школа жён» Мольера. Режиссёр: Александр Хухлин — Энрик
- 2013 — «Брак 2.0 (1-я и 2-я версии)»,(пьеса Мольера). Режиссёр: Александр Марин — Евдоким Захарыч Жигалов
- 2013 — «Похождение (составленное по пьесе Н.В.Гоголя «Мёртвые души»)». Режиссёр: Миндаугас Карбаускис — Прокурор
- 2014 — «Три сестры» А. П. Чехова. Режиссёр: Александр Марин — Кулыгин Фёдор Ильич
- 2015 — «Жизнь свою за други своя» (пьеса). Режиссёр: Виталий Егоров — Солдат
- 2015 — «Буря. Вариации» по мотивам Шекспира. Режиссёр: Александр Марин — Калибан
- 2015 — «Мадонна с цветком» М. Глушко. Режиссёр: Александр Марин — Лев Михайлович, Отец Нины[7]
- 2016 — «Матросская тишина» (пьеса). Режиссёр: Олег Табаков — Митя Жучков
- 2016 — «Зеркало над супружеским ложе» (пьеса). Режиссёр: Олег Тополянский — Автор
- 2017 — «Сад любви» (пьеса). Режиссёр: Александр Марин — Михаил
- 2017 — «Кинастон» (пьеса). Режиссёр: Евгений Писарев — Томас Киллигрю

### Фильмография
- 2006 — Парижане, режиссёр Сергей Полянский — охранник Кудашова Ступников
- 2012 — Мент в законе, 5-й сезон, Квартирный вопрос (телесериал) , режиссёр Сергей Полянский — риэлтор
- 2015 — Перевозчик (телесериал), режиссёр Сергей Полянский — Дюжев
- 2016 — Напарницы, режиссёр Гузэль Киреева — подполковник
- 2018 — Чёрная лестница, фильм третий, «Кумир»(телесериал), режиссёр Сахат Дурсунов — майор, в производстве
- 2018 — Ненастье, режиссёр Сергей Урсуляк — священник
- 2019 — Сторож, режиссёр Юрий Быков — «Багор»
- 2020 — Надежда, режиссёр Елена Хазанова — Лев
- 2020 — Чёрное море, режиссёр Сергей Щербин — Егор Солей, капитан 2-го ранга
- 2025 — В списках не значился, режиссёр Сергей Коротаев — замполитрук

### Озвучивание
- 2009 — Храбрый Гонза — Гонза